# Fundació Rockefeller
La Fundació Rockefeller, Rockefeller Foundation, és una fundació filantròpica privada amb seu a la 420 Fifth Avenue, de la ciutat de Nova York. Va ser fundada pel propietari de la companyia Standard Oil, John D. Rockefeller («senior»), junt amb el seu fill John D. Rockefeller, Jr. («junior»), i per Frederick Taylor Gates, a l'Estat de Nova York el 14 de maig de 1913. Des de fa cent anys s'ha dedicat a la missió de «promoure el benestar de la humanitat a tot el món».